# Rosse duif
De rosse duif (Patagioenas cayennensis) is een vogel uit de familie Columbidae (duiven).

## Verspreiding en leefgebied
Deze soort komt voor van zuidelijk Mexico tot noordelijk Argentinië en telt zeven ondersoorten:
- P. c. pallidicrissa: van zuidoostelijk Mexico tot noordelijk Colombia.
- P. c. occidentalis: westelijk Ecuador en westelijk Colombia..
- P. c. tamboensis: westelijk Centraal-Colombia
- P. c. andersoni: van zuidoostelijk Colombia en oostelijk Ecuador tot Venezuela en noordelijk Brazilië.
- P. c. tobagensis: Trinidad en Tobago.
- P. c. cayennensis: de Guiana's.
- P. c. sylvestris: van oostelijk en zuidelijk Brazilië tot Paraguay en noordelijk Argentinië.

## Status
De grootte van de populatie is in 2019 geschat op 5-50 miljoen volwassen vogels. Op de Rode lijst van de IUCN heeft deze soort de status niet bedreigd.